# 徐成焜
徐成焜（1947年1月4日—2018年12月），臺灣政治人物，曾代表中國國民黨當選為第二、第三屆立法委員，其後退黨改代表民主聯盟當選為第四屆立法委員。
2000年中華民國總統大選時支持宋楚瑜，隨後加入新成立的親民黨。2001年中華民國立法委員選舉時，因不滿被親民黨中央安排在不分區立委安全名單外，憤而拒絕後退出政壇。2018年12月，徐成焜在睡夢中逝世，享壽71歲。